# Ханнен, Изобель
Изобе́ль Ха́ннен (англ. Isobel Hannen, урожд. Изобе́ль То́рранс мл., англ. Isobel Torrance Jr.; род. 17 декабря 1962) — шотландская кёрлингистка и тренер по кёрлингу.
В составе женской сборной Великобритании участница демонстрационного турнира по кёрлингу на Зимних Олимпийских играх 1992.

## Достижения
- Чемпионат мира по кёрлингу среди женщин: серебро (1985).
- Чемпионат Шотландии по кёрлингу среди женщин: золото (1985, 1986, 1999).
- Чемпионат мира по кёрлингу среди ветеранов: золото (2014, 2016), бронза (2017).
- Чемпионат Европы по кёрлингу среди юниоров: серебро (1983).
- Чемпионат Шотландии по кёрлингу среди юниоров: золото (1983).

## Команды
| Сезон   | Четвёртый           | Третий             | Второй         | Первый             | Запасной            | Тренер           | Турниры                       |
| ------- | ------------------- | ------------------ | -------------- | ------------------ | ------------------- | ---------------- | ----------------------------- |
| 1982—83 | Изобель Торранс мл. | Маргарет Крейг     | Джеки Стил     | Шейла Харви        |                     |                  | ЧШЮ 1983 · ЧЕЮ 1983           |
| 1983—84 | Изобель Торранс мл. | Маргарет Крейг     | Джеки Стил     | Шейла Харви        |                     |                  | ЧЕ 1983 (4 место)             |
| 1984—85 | Изобель Торранс мл. | Маргарет Крейг     | Джеки Стил     | Шейла Харви        |                     |                  | ЧШЖ 1985 · ЧМ 1985            |
| 1985—86 | Изобель Торранс мл. | Маргарет Крейг     | Джеки Стил     | Шейла Харви        |                     |                  | ЧШЖ 1986 · ЧМ 1986 (4 место)  |
| 1991—92 | Джеки Локхарт       | Дебора Нокс        | Джудит Стобби  | Уэнди Белл         | Изобель Торранс мл. | Питер Лаудон     | ЗОИ 1992 (демо) (6 место)     |
| 1991—92 | Джеки Локхарт       | Дебора Нокс        | Уэнди Белл     | Джудит Стобби      | Изобель Торранс мл. | Питер Лаудон     | ЧМ 1992 (5 место)             |
| 1998—99 | Дебора Нокс         | Изобель Ханнен     | Уэнди Белл     | Джудит Стобби      | Энн Лэрд (ЧМ)       | Алекс Ф. Торранс | ЧШЖ 1999 · ЧМ 1999 (10 место) |
| 2013—14 | Кристин Кэннон      | Маргарет Ричардсон | Изобель Ханнен | Janet Lindsay      | Margaret Robertson  | Джеки Локхарт    | ЧМВ 2014                      |
| 2015—16 | Джеки Локхарт       | Кристин Кэннон     | Изобель Ханнен | Маргарет Ричардсон | Margaret Robertson  |                  | ЧМВ 2016                      |
| 2016—17 | Джеки Локхарт       | Кристин Кэннон     | Изобель Ханнен | Маргарет Ричардсон | Janet Lindsay       |                  | ЧМВ 2017                      |

(скипы выделены полужирным шрифтом)
В базе данных результатов международных турниров и достижений кёрлингистов Всемирной федерации кёрлинга ошибка: там указано, что Изобель Ханнен была запасной команды Шотландии на женском чемпионате мира 2016, на самом деле это была её дочь Рэйчел Ханнен.

## Результаты как тренера национальных сборных
| Год  | Турнир                                          | Сборная                   | Место |
| ---- | ----------------------------------------------- | ------------------------- | ----- |
| 2002 | Чемпионат Европы по кёрлингу 2002               | Шотландия (женщины)       | 6     |
| 2003 | Чемпионат Европы по кёрлингу 2003               | Шотландия (женщины)       | 4     |
| 2004 | Чемпионат мира по кёрлингу среди женщин 2004    | Шотландия (женщины)       | 5     |
| 2008 | Чемпионат мира по кёрлингу среди юниоров 2008   | Шотландия (юниоры жен.)   | 1     |
| 2009 | Чемпионат мира по кёрлингу среди юниоров 2009   | Шотландия (юниоры жен.)   | 1     |
| 2009 | Чемпионат мира по кёрлингу среди женщин 2009    | Шотландия (женщины)       | 8     |
| 2011 | Чемпионат мира по кёрлингу среди женщин 2011    | Шотландия (женщины)       | 9     |
| 2013 | Чемпионат мира по кёрлингу среди ветеранов 2013 | Шотландия (ветераны жен.) | 4     |

## Частная жизнь
Из семьи кёрлингистов: её мать Изобель Торранс (англ. Isobel Torrance) — дважды чемпионка Шотландии и бронзовый призёр женского чемпионата мира 1982. Её дочь Рэйчел Ханнен — призёр чемпионатов Шотландии, участница чемпионата Европы 2015, Зимних юношеских Олимпийских игр 2012 и Зимней Универсиады 2017.